# Germano-Américains
 (juin 2016).
Si vous disposez d'ouvrages ou d'articles de référence ou si vous connaissez des sites web de qualité traitant du thème abordé ici, merci de compléter l'article en donnant les références utiles à sa vérifiabilité et en les liant à la section « Notes et références ».
Les Germano-Américains (en allemand : Deutschamerikaner) sont les Américains qui ont en partie ou en totalité des ancêtres allemands.
Selon l'American Community Survey, pour la période 2013-2017, 45 153 215 personnes déclarent avoir des ancêtres allemands, soit 14,1 % de la population. Cela fait des Germano-Américains le plus grand groupe d'ascendance autodéclaré aux États-Unis.
En 2016, l'allemand reste parlé quotidiennement, notamment en tant que langue secondaire, par 964 441 personnes aux États-Unis.

## Histoire

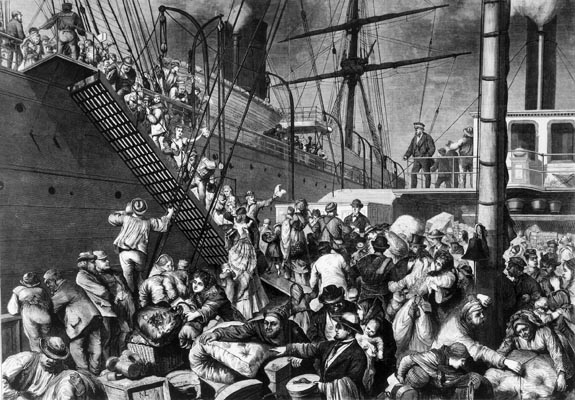
Embarquement d'émigrants pour l'Amérique à Hambourg.

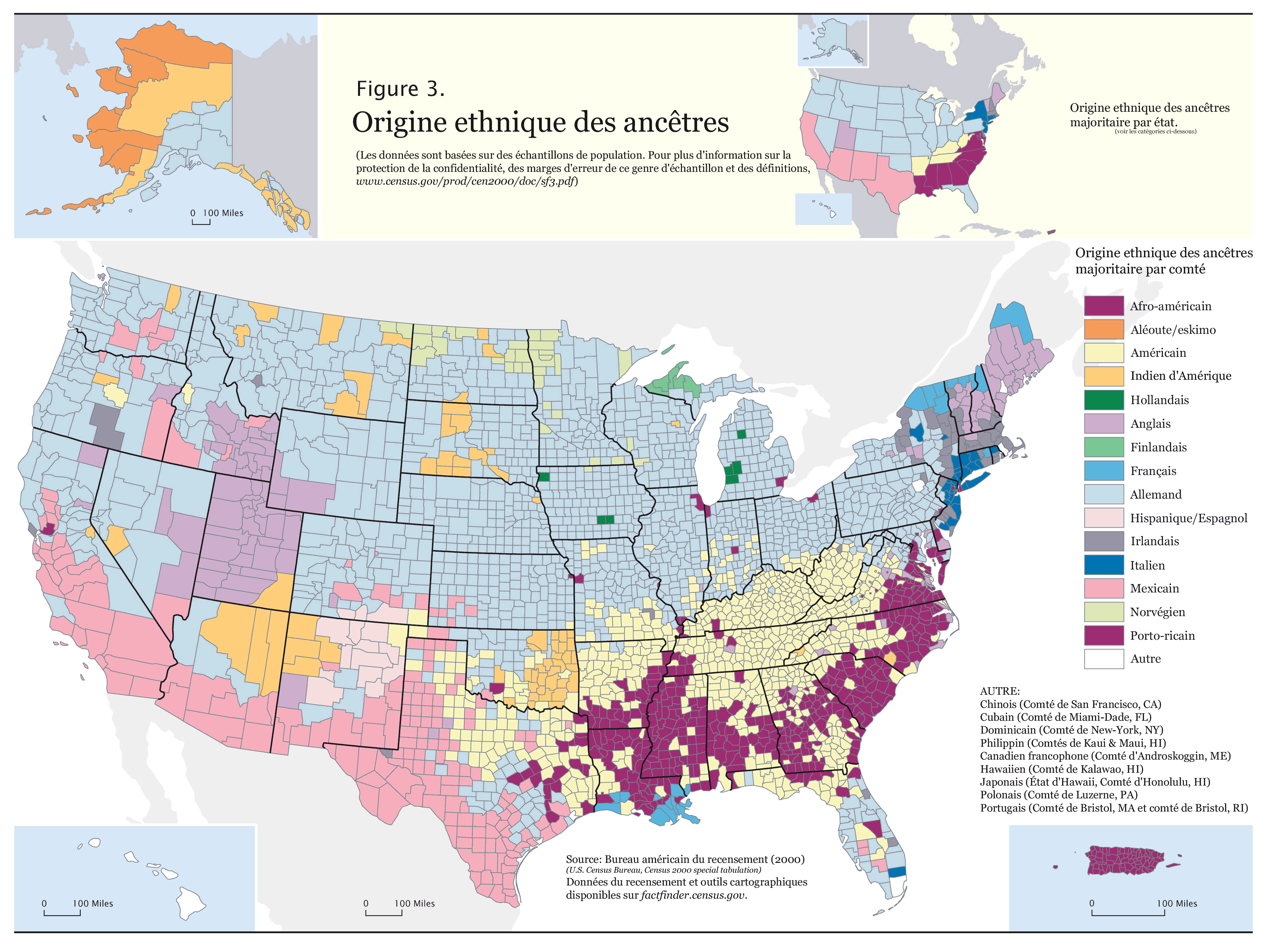
Carte des origines ethniques majoritaires des Américains par comté en 2000, l'origine allemande est représentée en bleu clair.

Les premiers Germano-Américains sont apparus sur la côte est dans les années 1600 (New York et Pennsylvanie). Environ huit millions d'immigrants allemands sont entrés aux États-Unis depuis. Le droit de la nationalité de l'Amérique coloniale, réformé à plusieurs reprises selon les colonies, favorisait plus ou moins leur assimilation. L'immigration continua durant le XIXe siècle ; avec un pic d'immigration entre 1840 et 1900. Les colons allemands s'installent ensuite également sur la côte ouest mais aussi et surtout dans le Midwest où la conquête de ces terres, à la suite du rachat de la grande Louisiane française, a correspondu à une arrivée massive d'immigrés allemands au milieu du XIXe siècle (au même titre que les Irlandais ou les Scandinaves). Ainsi, beaucoup de ces immigrés allemands devinrent fermiers dans les grandes plaines du Midwest ou alors contribuèrent au développement industriel de la région des Grands Lacs. À travers les Turnvereine, les immigrés allemands participent à introduire les premières associations de gymnastique dès les années 1860. À partir des années 1930, des Allemands (notamment d'origine juive) s'installent aux États-Unis afin de fuir les persécutions du régime nazi. Au contraire, certains immigrés allemands fraichement arrivés aux États-Unis, membres du Bund, soutiennent le Troisième Reich. Durant la Seconde Guerre mondiale, 11 507 personnes d'ascendance allemande sont internées.
La très grande majorité des colons puis des immigrés allemands se sont pleinement assimilés à la nation et à la culture américaine, mais il existe encore une petite minorité non-assimilée, qui se rassemble souvent au fil de l'année, le plus grand rassemblement étant le German-American Steuben Parade à New York, qui se passe chaque troisième samedi du mois de septembre. Milwaukee est souvent considérée comme la ville ayant le plus d'ancêtres allemands aux États-Unis.
Les Allemands qui se sont établis aux États-Unis ont eu de l'influence dans tous les domaines, que ce soit dans la science, l'architecture, le sport, les arts ou l'industrie. Le plus illustre est sans aucun doute Albert Einstein, auteur de la théorie de la relativité. Maria Goeppert-Mayer et Wernher von Braun ont également contribué à l'avancée scientifique des États-Unis. De nombreuses entreprises américaines ont été créées par des Germano-Américains : Chrysler, Firestone, Boeing, Heinz, Pfizer, Levi Strauss, Kraft, Anheuser-Busch, Steinway & Sons. Babe Ruth, Lou Gehrig et Honus Wagner sont souvent considérés comme les plus grands joueurs de baseball de l'Histoire. Dans le milieu du spectacle il y avait Elvis Presley, grand pionnier du rock 'n' roll, qui avaient des ancêtres allemands. Dans le monde de l'audiovisuel, on peut citer Matt Groening, le créateur des Simpsons, et beaucoup de vedettes de Cinéma comme les Marx Brothers, Clark Gable, Fred Astaire, Marlon Brando, Steven Spielberg, Roy Scheider, Christopher Walken, Kevin Costner, Bruce Willis, Michelle Pfeiffer, Kim Basinger, Nick Nolte, Johnny Depp, Jessica Biel et Leonardo DiCaprio. De nombreux écrivains américains sont également d'origine allemande : John Steinbeck, H. L. Mencken, Henry Miller, Kurt Vonnegut, Charles Bukowski.

## Démographie
Les Allemands forment le plus grand groupe d'immigrés européens aux États-Unis, devant les Irlandais, les Écossais, les Anglais ou encore les Italiens. Certains sont arrivés pour trouver la liberté religieuse et politique, d'autres pour des conditions économiques plus favorables qu'en Europe, et d'autres simplement pour découvrir le Nouveau Monde. La Californie, le Texas et la Pennsylvanie ont les plus grandes populations d'origine allemande, avec plus de neuf millions de Germano-Américains vivant dans ces trois États. En Pennsylvanie, l'anglais et l'allemand étaient les deux langues officielles de l'État jusqu'à la Première Guerre mondiale.
| État         | Nombre    | % de la population |
| ------------ | --------- | ------------------ |
| Californie   | 3 192 010 | 8,31               |
| Pennsylvanie | 3 271 162 | 25,60              |
| Ohio         | 2 994 037 | 25,86              |
| Texas        | 2 621 748 | 9,88               |
| Illinois     | 2 415 885 | 18,77              |
| Wisconsin    | 2 356 247 | 41,03              |
| Floride      | 1 996 309 | 10,16              |